# Eduardo Rodríguez
Eduardo Rodríguez (Madrid, 1815 - 21 de juny de 1881) va ser un enginyer i físic espanyol
Va ser un enginyer procedent de les Escoles professionals de París. Va arribar a ser catedràtic de Física en el Conservatori d'Arts i Cosmografia en la Universitat Central de Madrid i acadèmic numerari de la Reial Acadèmia de les Ciències Exactes, Físiques i Naturals des de 1859. Va ser premiat en concurs públic extraordinari pel seu Manual de Física general y aplicada a la Agricultura y a la Industria (1858). També va ser autor d'una Instrucción sobre pararrayos (1869). Va morir el 21 de juny de 1881.

## Obres
- Rodríguez, Eduardo. Manual de Física general y aplicada á la Agricultura y á la Industria.  Madrid: Imprenta, Fundición y Librería de Don Eusebio Aguado, 1858.
- Rodríguez, Eduardo. Instrucción sobre pararrayos.  Madrid: Imp. de la viuda de Aguado e hijo, 1869.